# Língua canaânica
A língua canaânica (também chamada kanaanica, leshon knaan, judeu-tcheco ou judeu-eslavo) é uma língua eslava ocidental judaica, antes falada nas terras dos eslavos do oeste, principalmente  nas terras tchecas, mas também em terras das atuais Polônia, Lusácia e outras áreas sórbias. Veio a se extinguir no final da Idade Média.

## Nome
O nome da língua se originou da terra de Canaã, um termo geoetnológico que denominava as populações judias que viviam a leste do rio Elba, em contraste com os  asquenazes, judeus que viviam a oeste do mesmo rio, e  com os sefarditas, judeus da Península Ibérica. Essas terras são simplesmente conhecidas como Europa eslava ou  Eslavônia.
A palavra se originou da antiga palavra hebraica Canaan ( כנען "kəna'an") que era usada pelos judeus da Europa para denominar os povos eslavos, como uma referência punitiva da chamada  "Maldição de Canaã" (Gênesis 9,25), dizendo que os “Canaan” deveriam "ser escravos".

## História
A língua se extinguiu durante a Idade Média, possivelmente em função da expansão da cultura asquenaze e de sua língua, o iídiche, cuja base era o alemão. A hipótese tem suporte pela grande presença de palavras do iídiche oriundas das línguas eslavas, muitas das quais nem são mais usadas nessas línguas mesmo no tempo da expansão asquenaze. Essas palavras devem ter vindo do canaânico e não do polonês, nem das línguas sorábias ou do tcheco. Outra hipótese, essa do linguista Paul Wexler, diz que o canaânico é o real predecessor do iídiche, que somente mais tarde foi “germanizada”. Em outras palavras, os “Knaanim”, ou seja, os falantes das línguas Judeu-Eslavas, foram causa primeira das mudanças ocorridas com a língua Iídiche. Tais vistas contrastam com as teorias de Max Weinreich que acredita que as palavras originárias de línguas eslavas foram assimiladas somente depois do iídiche estar totalmente formado.

### Amostra
Um possível exemplo mais antigo de texto canaânico é uma carta do século IX para a comunidade judia da Rutênia. Uma das muito poucas amostras comumuente aceitas de inscrições canaânicas são inscrições em moedas cunhadas por Miecislau I, "o velho" e por Lesco I, "o branco", dois reis poloneses dos séculos XII e XIII. A mais recente evidência de uso da língua, escrita em alfabeto hebraico, data do século XVI.
| knaan       | משקא קרל פלסק                         |
| transcrição | mškɔ krl plsk                         |
| tradução    | Miecislau III, o velho, Rei a Polônia |